# Burkau
Burkau, in alto sorabo Porchow, è un comune di 2 665 abitanti della Sassonia, in Germania.
Appartiene al circondario (Landkreis) di Bautzen (targa BZ).